# Santa Terezinha do Tocantins
Santa Terezinha do Tocantins é um município brasileiro do estado do Tocantins. Localiza-se a uma latitude 06º26'04" sul e a uma longitude 47º40'21" oeste, estando a uma altitude de 250 metros. Sua população estimada em 2004 era de 2 691 habitantes. Possui uma área de 276,741 km².